# Wapen van Wierum

Wapen van Wierum

Het wapen van Wierum is het dorpswapen van het Nederlandse dorp Wierum, in de Friese gemeente Noardeast-Fryslân. Het wapen werd in 1988 geregistreerd.

## Beschrijving
De blazoenering van het wapen luidt als volgt:
Doorsneden: I in goud een vissersschip met volle zeilen van sabel; II in azuur drie vissen van zilver, geplaatst twee en een.
De heraldische kleuren zijn: goud (goud), sabel (zwart), azuur (blauw) en zilver (zilver).

## Symboliek
- Schip: verwijst naar het vergaan van de vissersvloot in 1893.[3]
- Vissen: staan symbool voor de visserij.[3]
- Schilddeling: verwijst naar de ligging van het dorp aan de kust. Het goud staat voor het land en het blauw staat voor de zee.[3]

## Zie ook

Vlag van Wierum